# Фалькон (штат)
Фалькон (ісп. Falcòn) — штат у Венесуелі.
Площа становить 24 800 км². Населення — 901 500 чоловік (2007).
Штат названо на честь президента Хуана Фалькона.
Адміністративний центр — місто Санта-Ана-де-Коро.

## Географія
Півострів Парагуана в центральній та північній частині штату з'єднується з рештою території дюнами пустелі Меданос, єдиної в країні. На півострові розміщено багато нафтоочисних заводів, особливо в місті Пунто-Фіхо.
Нідерландський острів Аруба розташовано за 27 км від північного узбережжя півострова Парагуана.
На території штату є чотири національних парки: Меданос, Куева-де-ла-Куебрада-дель-Торо, Моррокой та Сьєрра-де-Сан-Луїс.

## Адміністративний поділ

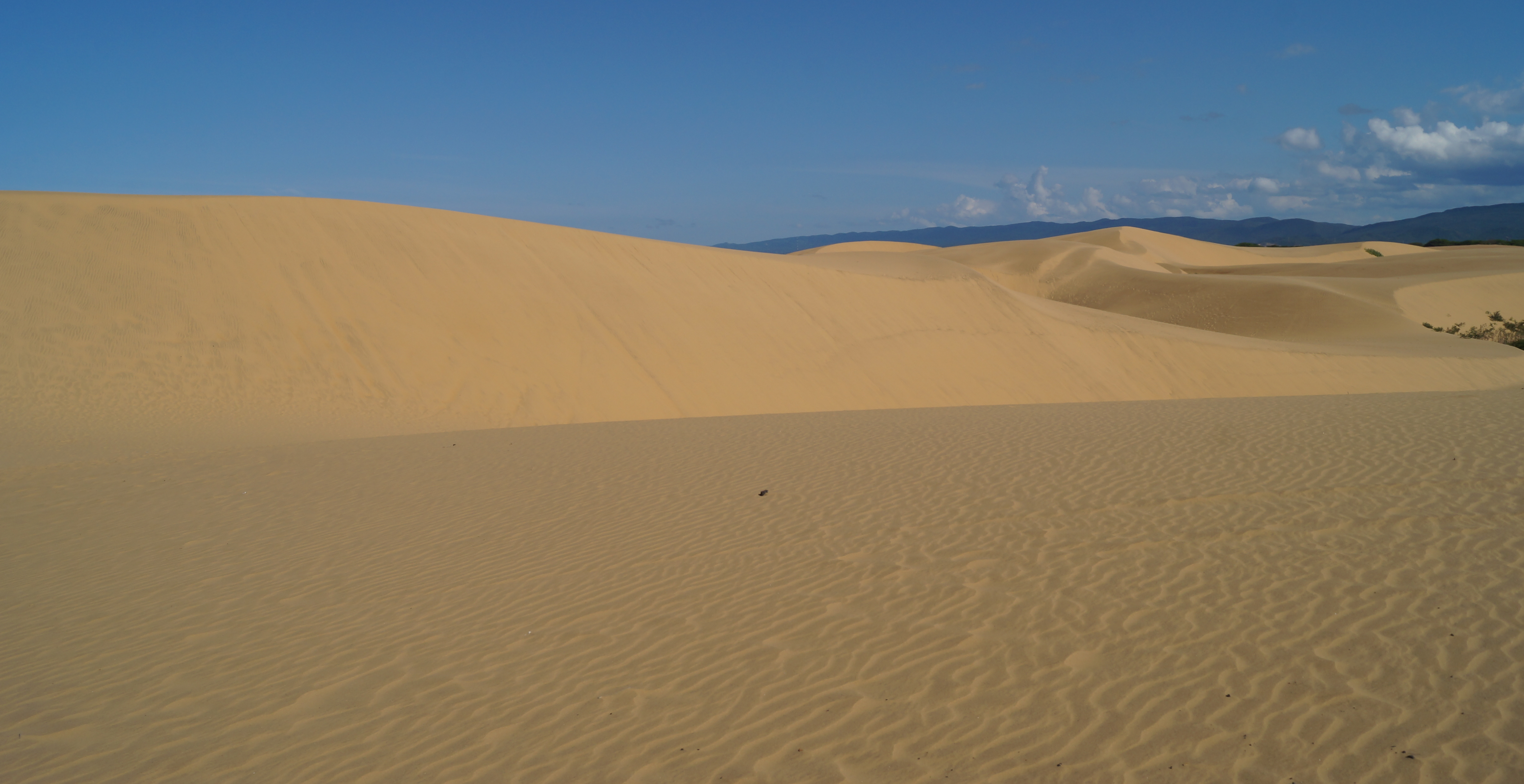
Пустеля Меданос

Штат складається з 25 муніципалітетів:
- Акоста (Сан-Хуан-де-лос-Кайос)
- Болівар (Сан-Луїс)
- Бучівакоа (Капатаріда)
- Касіке-Манауре (Яракал)
- Карірубана (Пунто-Фіхо)
- Коліна (Ла-Вела-де-Коро)
- Дабахуро (Дабахуро)
- Демокрасіа (Педрегал)
- Фалькон (Пуебло-Нуево)
- Федерасьон (Чуругуара)
- Хакура (Хакура)
- Лос-Такес (Санта-Крус-де-лос-Такес)
- Мауроа (Мене-де-Мауроа)
- Міранда (Санта-Ана-де-Коро)
- Монсеньйор-Ітурріца (Чічірівіче)
- Пламасола (Пламасола)
- Петіт (Кабуре)
- Піріту (Піріту)
- Сан-Франсіско (Міреміре)
- Сильва (Тукакас)
- Сукре (Ла-Крус-де-Таратара)
- Токоперо (Токоперо)
- Уньйон (Санта-Крус-де-Букарал)
- Урумако (Урумако)
- Самора (Пуерто-Кумаребо)